# El Hadi Fayçal Ouadah
El Hadi Fayçal Ouadah (Blida, 24 september 1983) is een Algerijnse voetballer die dienstdoet als doelman. Hij verruilde in juli 2014 CR Belouizdad voor USM Blida.